# Ludwig Dinnendahl

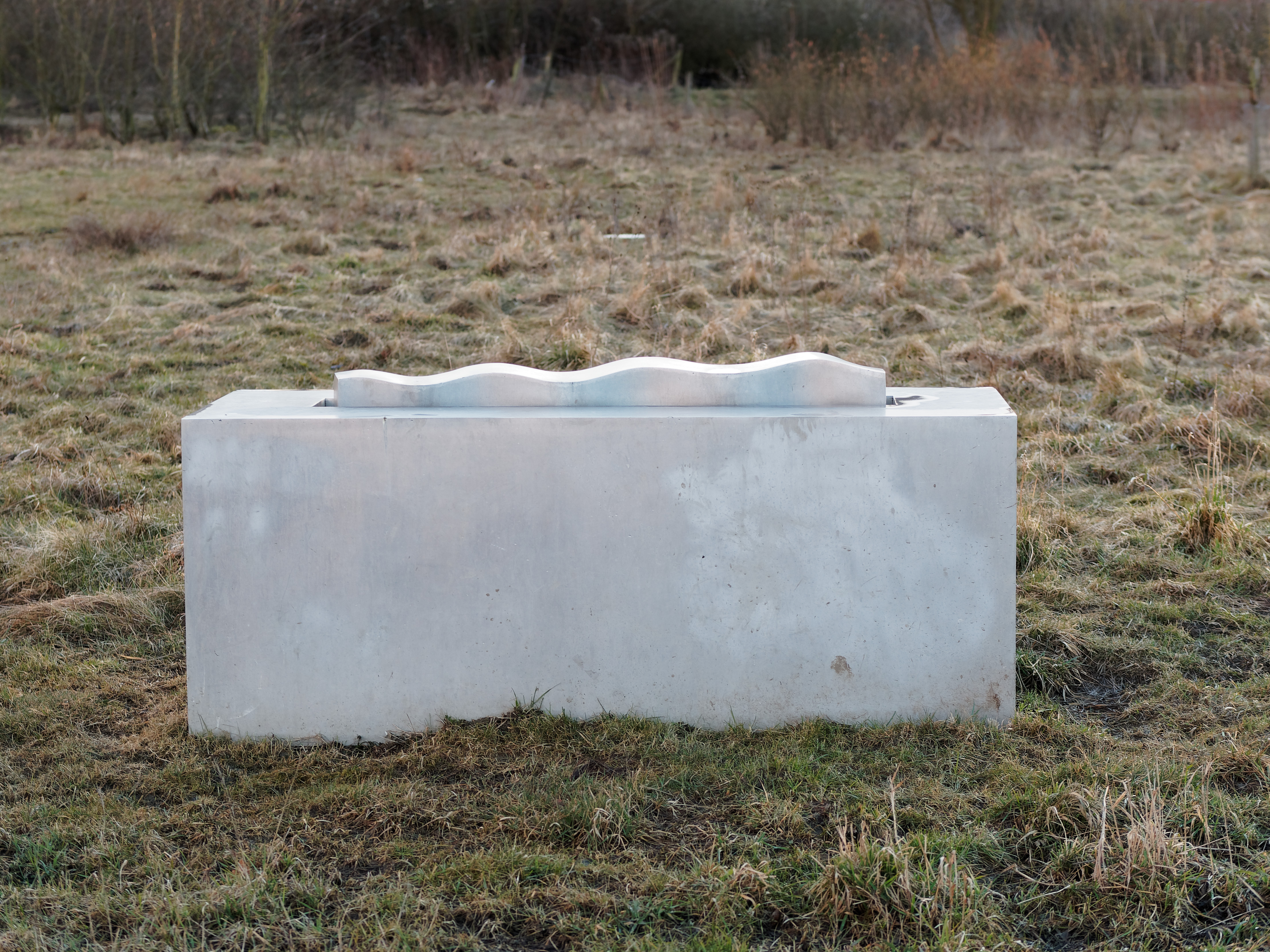
Genesis, 1998, Aluminium, im Flottmannpark in Herne

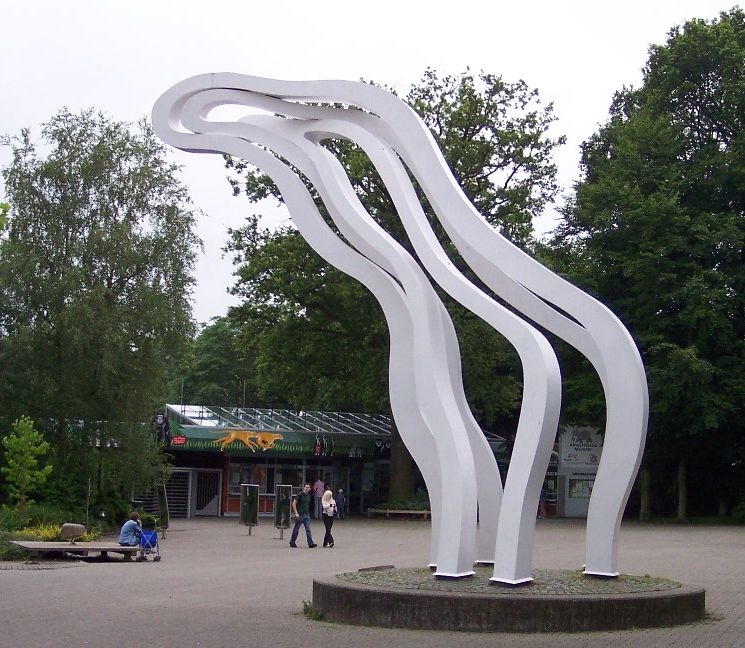
Eisenskulptur Ineinandergefügt auf dem Vorplatz des Allwetterzoos Münster, gefertigt 1977 von Ludwig Dinnendahl.

Ludwig Dinnendahl (* 19. August 1941 in Dingden; † 20. Juni 2014 in Herzebrock-Clarholz) war ein deutscher Bildhauer.

## Leben und Wirken
Ludwig Dinnendahl wurde 1941 in Dingden, einem Stadtteil von Hamminkeln in Nordrhein-Westfalen geboren. Er absolvierte von 1957 bis 1960 seine Lehre zum Steinbildhauer. Von 1960 bis 1962 studierte er bei Alfred Sabisch in Kalkar; von 1962 bis 1963 besuchte er die Städelschule in Frankfurt am Main bei Hans Mettel. Von 1963 bis 1966 absolvierte er ein Studium an der Staatl. Kunst- und Werkschule in Pforzheim bei Willi Seidel und Karl Schollmeyer.
1967 ließ sich Dinnendahl im Beckumer Ortsteil Neubeckum nieder und eröffnete dort sein Atelier.
1974 erhielt er einen Lehrauftrag für Plastische Gestaltung an der Fachhochschule für Design in Münster. Von 1974 bis 2006 war er als Kunsterzieher an der Städtischen Realschule in Oelde tätig.
2007 zog Dinnendahl nach Berlin-Wilmersdorf und eröffnete an der Sigmaringer Straße in Weißensee ein Atelier. Er starb 2014 mit 73 Jahren in Herzebrock-Clarholz in Nordrhein-Westfalen.

## Ausstellungen (Auswahl)
Ludwig Dinnendahl stellte seine Werke in verschiedenen Einzel- und Sammelausstellungen in Deutschland, Österreich, Frankreich und der Schweiz aus.

### Einzelausstellungen
- 1972: Kleine Galerie, Ratingen
- 1973: Backhaus Galerie, Hagen
- 1973: Mühlen-Galerie, Gütersloh
- 1973: Galerie Kafsack, Paderborn
- 1974: Galerie Bernd Clasing, Münster
- 1977: MAERZ-Galerie, Linz (Österreich)
- 1978: Galerie P. Clasing, Münster
- 1979: Fritz-Winter-Haus, Ahlen
- 1984: Kolvenburg Billerbeck, Kulturzentrum des Kreises Coesfeld
- 1986: VHS Galerie, Soest
- 1989: Galerie Ambiente, Dortmund-Persebeck
- 1990: Galerie J. Paul Mattle, Luzern (Schweiz)
- 1990: Torhaus Rombergpark, Dortmund
- 1991: Galerie J. Paul Mattle, Luzern, Schweiz
- 1991: Stadtmuseum Beckum
- 1992: Kunstverein Minden, Museum der Stadt Minden
- 1992: Galerie J. Paul Mattle, Luzern, Schweiz
- 1996: Torhaus Rombergpark, Dortmund
- 1999: Ehemalige Synagoge, Drensteinfurt
- 2002: Museum der Abtei Liesborn
- 2014: Museum der Abtei Liesborn[6]

### Ausstellungsbeteiligungen
- 1968: Deutscher Kunstpreis der Jugend, Kunsthalle Mannheim
- 1969: Kunstpalast Ehrendorf, Düsseldorf
- 1970: Marl 70-Stadt und Skulptur, Rathaus Marl
- 1970: Suermondt-Ludwig-Museum, Aachen
- 1971:	Skulpturenausstellung Hessen
- 1971: Kunstpalast Ehrendorf, Düsseldorf
- 1972: Landesmuseum Münster
- 1975: Kunst im Messehaus, Hannover
- 1976: Internationale Kunstmesse Basel
- 1980: Große Kunstausstellung, Düsseldorf
- 1981: Westfalenpark Dortmund
- 1981: Große Kunstausstellung, Düsseldorf
- 1985: Westfalenpark, Dortmund
- 1986:	Wilhelm-Morgner-Haus, Soest
- 1986: La Celle-Saint-Cloud (Frankreich)
- 1990: Torhaus Rombergpark, Dortmund
- 1991: Museum Ostwall, Dortmund
- 1992: Diözesanmuseum Trier
- 1992: Gustav-Lübcke-Museum, Hamm
- 1993: Ostwall-Museum, Dortmund
- 1996: La Celle Saint-Cloud (Frankreich)
- 1996: Torhaus Rombergpark, Dortmund
- 1999: Gustav-Lübcke-Museum, Hamm
- 2001: Kammerhofgalerie Gmunden
- 2003: Museum Bochum – Kunstsammlung